# Sorsogona
Sorsogona is een geslacht van straalvinnige vissen uit de familie van platkopvissen (Platycephalidae).

## Soorten
- Sorsogona humerosa Knapp & Heemstra, 2011
- Sorsogona melanoptera Knapp & Wongratana, 1987
- Sorsogona nigripinna (Regan, 1905)
- Sorsogona portuguesa (Smith, 1953)
- Sorsogona prionota (Sauvage, 1873)
- Sorsogona tuberculata (Cuvier, 1829)